# Озерки (Гірськомарійський район)
Озерки́ (рос. Озерки, марій. Озьорка) — присілок у складі Гірськомарійського району Марій Ел, Росія. Адміністративний центр Озеркинського сільського поселення.

## Населення
Населення — 1759 осіб (2010; 1947 у 2002).
Національний склад (станом на 2002 рік):
- росіяни — 58 %
- марі — 33 %